# Wszystkie nasze strachy
Wszystkie nasze strachy – polski dramat obyczajowy z 2021 w reżyserii Łukasza Rondudy i Łukasza Gutta. Tytuł filmu nawiązuje do tytułu wystawy Daniel Rycharski. Strachy (2019) w Muzeum Sztuki Nowoczesnej w Warszawie.

## Fabuła
Daniel, aktywista darzony przez wspólnotę wiejską szacunkiem, jest zakochany w chłopcu z sąsiedztwa – Olku, który zataja swoją tożsamość seksualną. Ich relacja jest potajemna. Kiedy nastoletnia przyjaciółka pod wpływem homofobicznych ataków popełnia samobójstwo, Daniel namawia ludzi ze wsi do odbycia wspólnej drogi krzyżowej w intencji ofiary, przez co wspólnota wiejska odwraca się od niego. Za namową kuratora Daniel uczestniczy w wystawie w warszawskiej galerii sztuki.

## Obsada
- Dawid Ogrodnik[5] jako Daniel
- Andrzej Chyra jako ojciec Daniela
- Jacek Poniedziałek jako kurator Karol
- Oskar Rybaczek jako Olek
- Maria Maj jako babcia Daniela
- Agata Łabno jako Jagoda
- Jowita Budnik jako Jadwiga Majewska
- Karolina Bruchnicka jako Kinga Majewska

## Nagrody
| Rok  | Festiwal/instytucja                                            | Nagroda                               | Odbiorca                                                  |
| ---- | -------------------------------------------------------------- | ------------------------------------- | --------------------------------------------------------- |
| 2021 | Festiwal Polskich Filmów Fabularnych                           | Złote Lwy                             | Łukasz Ronduda Łukasz Gutt Kuba Kosma Katarzyna Sarnowska |
| 2021 | Festiwal Polskich Filmów Fabularnych                           | Nagroda za zdjęcia                    | Łukasz Ronduda Łukasz Gutt                                |
| 2021 | Festiwal Polskich Filmów Fabularnych                           | Nagroda Dziennikarzy                  | Łukasz Ronduda Łukasz Gutt                                |
| 2021 | Festiwal Polskich Filmów Fabularnych                           | Nagroda Jury Młodzieżowego            | Łukasz Ronduda Łukasz Gutt                                |
| 2021 | Festiwal Polskich Filmów Fabularnych                           | Don Kichot                            | Łukasz Ronduda Łukasz Gutt                                |
| 2022 | Koła Piśmiennictwa Filmowego Stowarzyszenia Filmowców Polskich | Złota Taśma                           | Łukasz Ronduda Łukasz Gutt                                |
| 2022 | Ogólnopolski Festiwal Sztuki Filmowej "Prowincjonalia"         | Jańcio Wodnik za najlepszą rolę męską | Dawid Ogrodnik                                            |
| 2022 | Ogólnopolski Festiwal Sztuki Filmowej "Prowincjonalia"         | Odkrycie roku                         | Daniel Rycharski                                          |